# Tomasz Musiał (sędzia piłkarski)
Tomasz Adam Musiał (ur. 19 lutego 1981 w Hereford) – polski sędzia piłkarski (Małopolski ZPN), sędzia Ekstraklasy (od 2011) i międzynarodowy (od 2014).

## Kariera sędziowska
3 lipca 2014 roku zadebiutował w Lidze Europy UEFA prowadząc mecz I rundy eliminacji Piunik Erywań – FK Astana. 2 maja 2017 roku sędziował finał Pucharu Polski na Stadionie Narodowym w Warszawie pomiędzy Lechem Poznań a Arką Gdynia. 3 czerwca 2022 roku poprowadził swój pierwszy międzypaństwowy mecz reprezentacji; wygrany 3:0 przez Łotwę mecz Ligi Narodów UEFA przeciwko Andorze.
6 sierpnia 2024 miał sędziować w Lublinie na VAR-ze mecz eliminacyjny do Ligi Mistrzów między drużynami Dynamo Kijów i Rangers F.C. Został jednak wraz z Bartoszem Frankowskim odsunięty od sędziowania z uwagi na kradzież znaku drogowego pod wpływem alkoholu oraz osadzenie przez policję w izbie wytrzeźwień.

## Życie prywatne
Maturę zdał w IX Liceum Ogólnokształcącym w Krakowie.  Jest synem piłkarza i reprezentanta Polski Adama Musiała.